# Lijst van burgemeesters van Aalburg
Dit is een lijst van burgemeesters van de voormalige Nederlandse gemeente Aalburg in de provincie Noord-Brabant sinds het ontstaan op 1 januari 1973 tot de opheffing per 1 januari 2019.
| Ambtsperiode                        | Naam burgemeester   | Partij of stroming | Bijzonderheden                                                            |
| ----------------------------------- | ------------------- | ------------------ | ------------------------------------------------------------------------- |
| 1973 - 1978                         | W.F. van Dijk       | ARP                |                                                                           |
| 16 september 1978 - 31 maart 1993   | Cor Boender         | SGP                |                                                                           |
| 16 april 1993 - 1 oktober 2002      | Frans Mostert       | CDA                | in de periode 1999-2000 verving Ies Keijzer de zieke burgemeester Mostert |
| 1 maart 2003 - december 2007        | Frans Buijserd      | CDA                |                                                                           |
| 17 december 2007 - augustus 2008    | Eric Janse de Jonge | CDA                | Waarnemend                                                                |
| 1 september 2008 - 31 december 2018 | Fons Naterop        | CDA                |                                                                           |